# USS South Dakota (ACR-9)
El USS South Dakota (ACR-9/CA-9), también conocido como "Crucero blindado n.º 9" y posteriormente rebautizado como Huron, fue un crucero acorazado de la clase Pennsylvania de la Armada de los Estados Unidos.
El South Dakota fue botado el 30 de septiembre de 1902 por Union Iron Works, San Francisco, California, y botado el 21 de julio de 1904; patrocinado por Grace Herreid, hija de Charles N. Herreid, gobernador de Dakota del Sur, y puesto en servicio el 27 de enero de 1908.

## Hundimiento

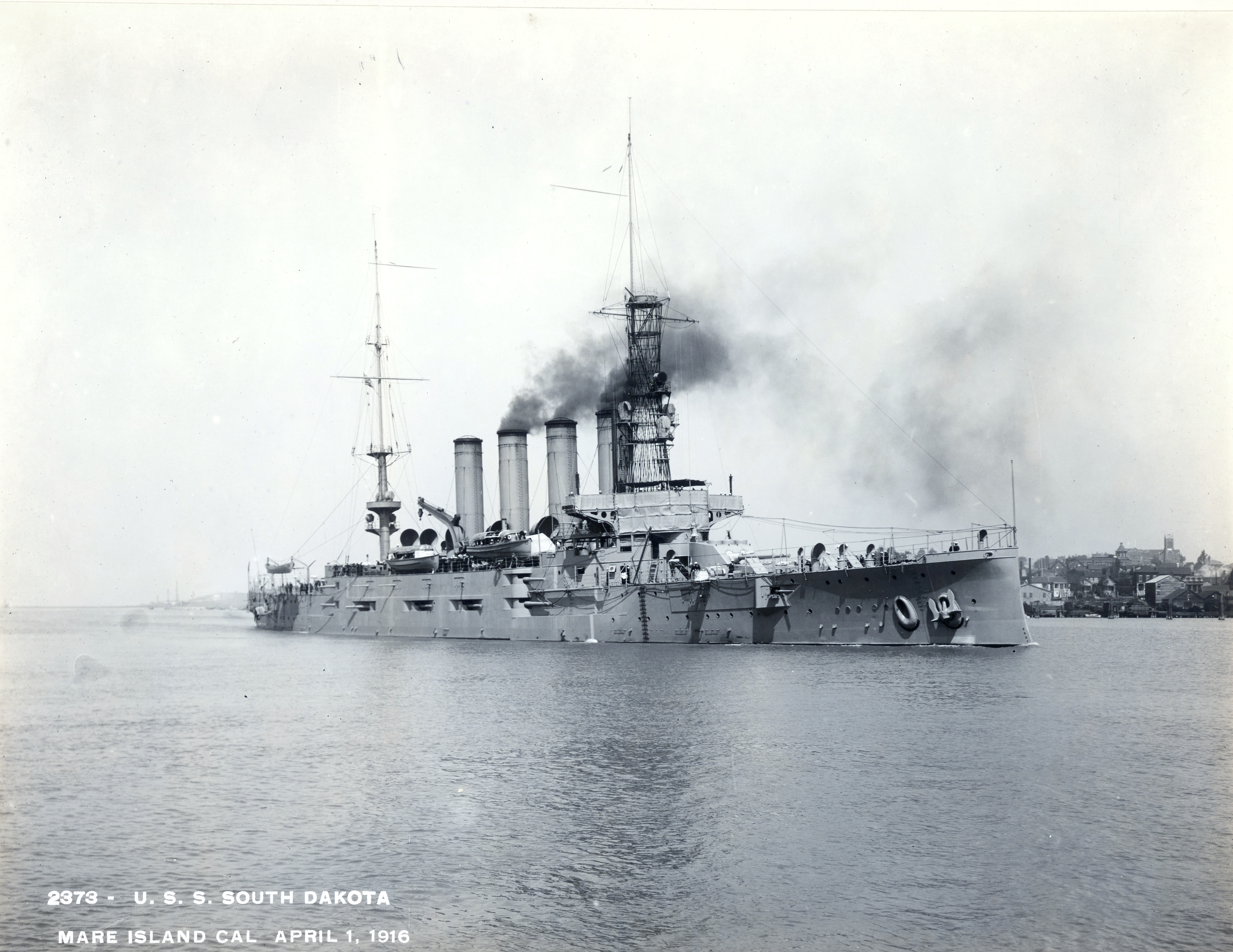
USS South Dakota en 1916

El Huron partió de Manila el 31 de diciembre de 1926 y llegó al astillero naval de Puget Sound el 3 de marzo de 1927. Fue dado de baja el 17 de junio y permaneció en reserva hasta que fue eliminado del Registro de Buques Navales de EE. UU. el 15 de noviembre de 1929. Fue vendido el 11 de febrero de 1930 para su desguace de conformidad con el Tratado Naval de Londres para la limitación y reducción del armamento naval, para su desguace a Abe Goldberg and Co., Seattle, Washington.
El Huron fue desmantelado hasta la línea de flotación y luego vendido a la Powell River Company, Ltd. En agosto de 1931, el barco fue remolcado a Powell River, Columbia Británica, Canadá, para servir como rompeolas flotante para un gran aserradero. El año anterior fue precedido por el antiguo crucero Charleston. El Huron fue anclado en posición y el agua de lluvia se bombeó periódicamente para asegurar que permaneciera a flote. 
El 18 de febrero de 1961, una tormenta inundó el casco del viejo crucero y se hundió en 80 pies (24 m) de agua, donde permanece hasta el día de hoy en 49°52′08″N 124°33′36″O / 49.869, -124.560. Casualmente, parte del hierro para su casco provino de la isla Texada, a solo 5 millas (4,3 millas náuticas; 8,0 km) de su lugar de descanso en Powell River.